# Taschenkrebs

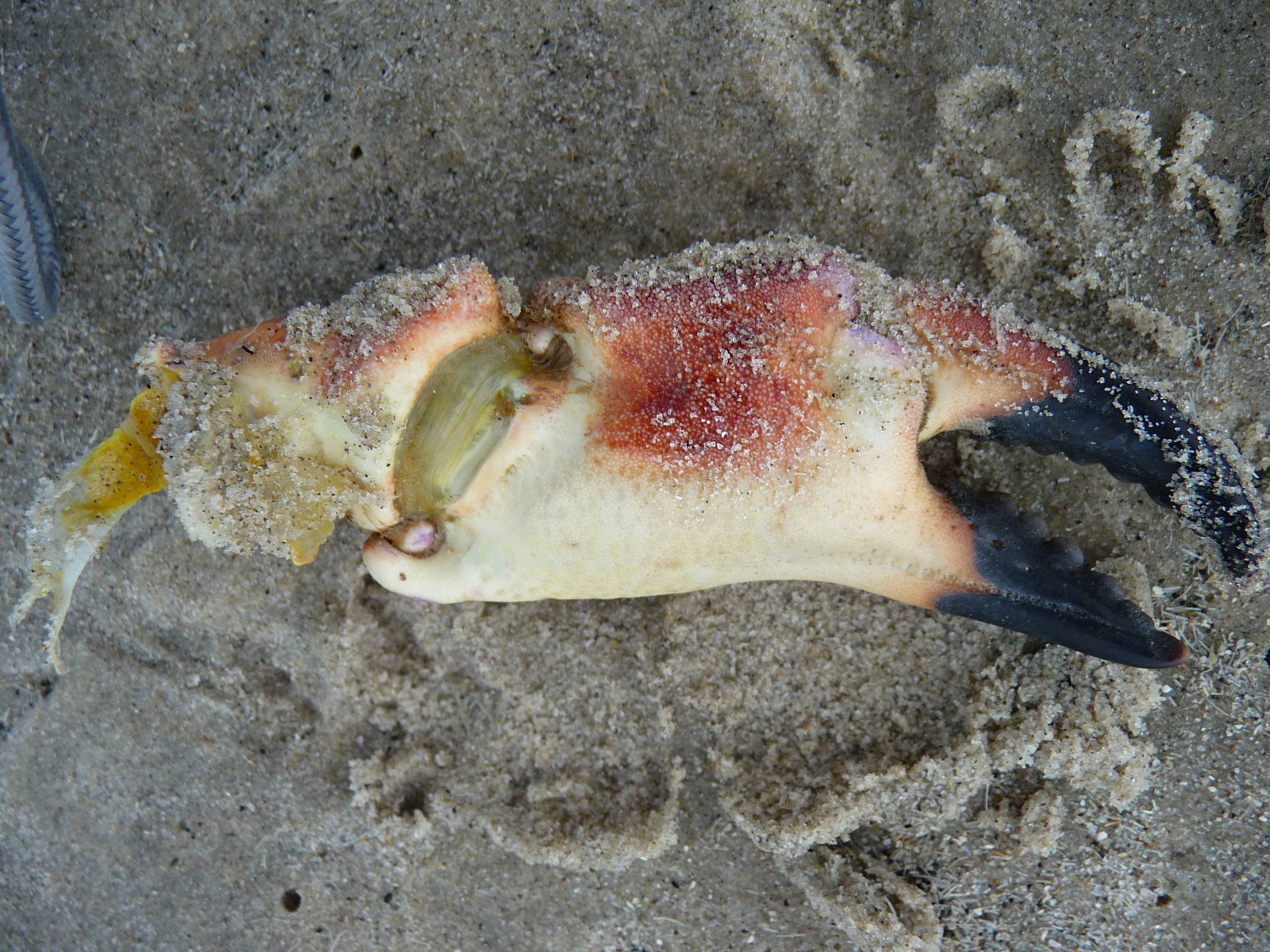
Abgetrennte Schere

Der Taschenkrebs (Cancer pagurus) ist eine im Ostatlantik und in der Nordsee verbreitete Krabbe aus der Familie der Taschenkrebse (Cancridae). Die Art gilt als Delikatesse und wird intensiv befischt.

## Merkmale

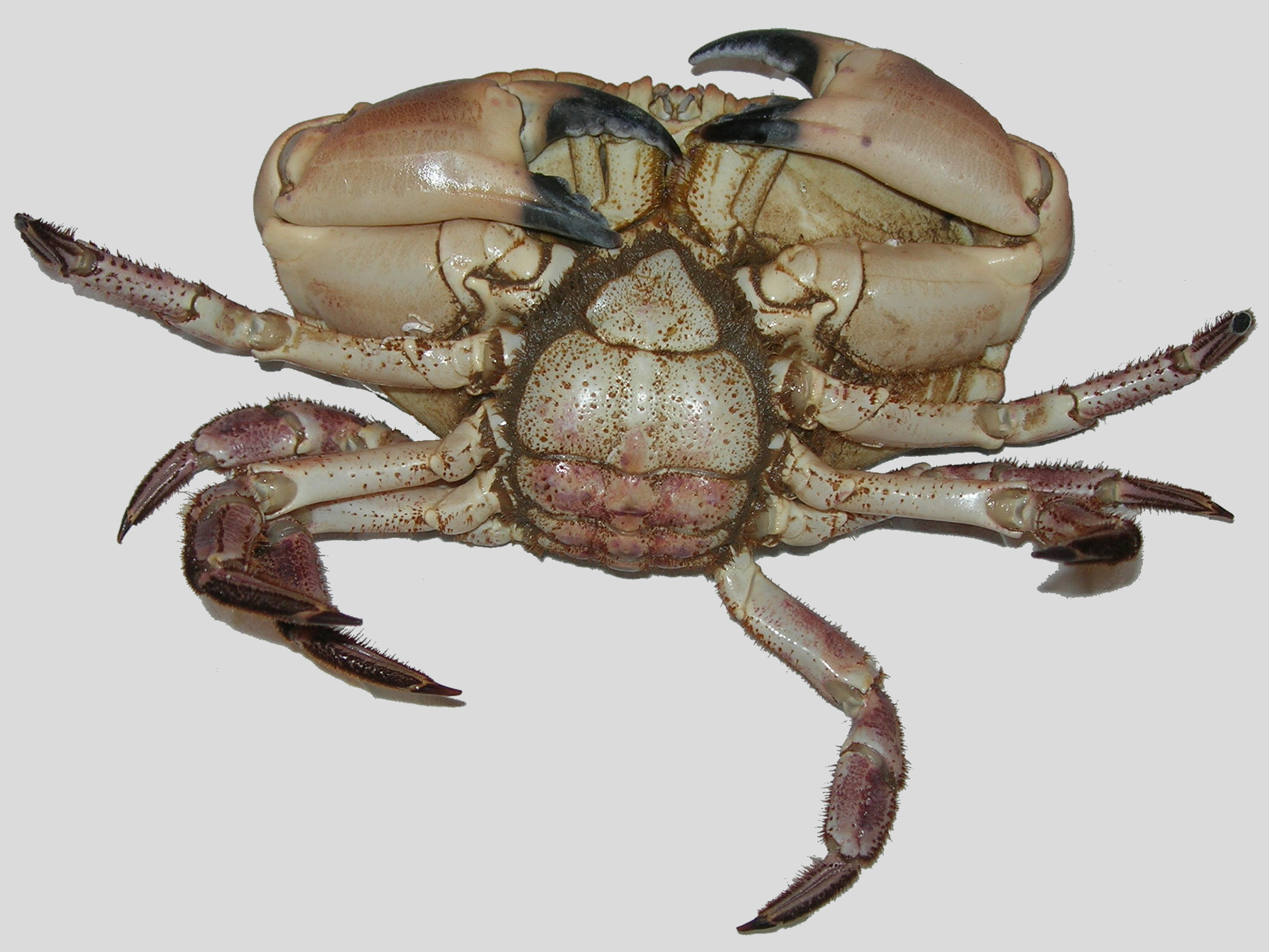
Ventrale Ansicht; eingeklappter Pleon unter dem Cephalothorax

Taschenkrebse besitzen den für Krabben typischen Körperbau mit einem deutlich verkürzten Pleon, dem Hinterleib, der fest unter den Cephalothorax geschlagen ist. Die maximale Länge des Carapax liegt bei ca. 20 cm, die maximale Breite bei rund 30 cm.
Der Carapax ist breit-oval und sehr fein granuliert; abgeflacht mit einer leichten, mittigen Erhebung. An seinem vorderen Seitenrand (engl. latero-anterior margin) hat der Carapax 9 oder 10 abgestumpfte, quadratische Zähne, die mit deutlichen Gruben voneinander abgegrenzt sind. Die Farbe ist einheitlich rötlich-braun, bei jungen Tieren kann die Farbe in Richtung Purpur tendieren.
Taschenkrebse haben mächtig entwickelte Scheren, die in der Regel gleichartig gestaltet sind. Die Spitze von Scherenhand (Propodus) und Scherenfinger (Dactylus) ist auffällig schwarz gefärbt.

## Verbreitung und Lebensraum
Der Taschenkrebs hat seine natürliche Verbreitung im Schelf des Ostatlantiks sowie der Nordsee, vom nördlichen Marokko bis in den Norden Norwegens bei etwa 70°N. Ältere Funde bezeugen auch seine Verbreitung im nördlichen Mittelmeer, an den Küsten Spaniens, Frankreichs, Italiens und des Balkans.
Die Art ist als Benthont in Tiefen von 6 bis 100 Meter zu finden, also eulitoral bis sublitoral. Dort lebt der Taschenkrebs auf sandigem und felsigem Grund.

## Ernährung
Der nachtaktive Taschenkrebs ist vorwiegend ein Fleischfresser. Er ernährt sich von diversen Krebstieren, Fischen, Weichtieren, Stachelhäutern, aber auch von Aas. So werden unter anderem die Gemeine Strandkrabbe (Carcinus maenas), die Große Strandschnecke (Littorina littorea) und die Europäische Auster (Ostrea edulis) gefressen. Auch kleinere Exemplare der eigenen Art gehören zur Nahrung.

## Fortpflanzung und Lebenszyklus
Geschlechtsreife tritt bei Carapaxbreiten von 11 bis 13 Zentimeter ein. Begattung erfolgt im Frühling bis Sommer, oder auch im Herbst, nachdem sich das Weibchen gehäutet hat. Bereits vor dieser Häutung zeigen Paare eine ausgeprägte Affinität; Männchen begleiten Weibchen 3 bis 12 Tage vor der Begattung und bis zu 12 Tage danach. Die Männchen übertragen die Samenpakete und das Weibchen verwahrt sie in ihren Samentaschen (Receptaculum seminis). Die externe Befruchtung der Eier kann bis zu 14 Monate nach Begattung erfolgen. Meist reichen die Samenpakete für ein zweites Eigelege, für das somit keine Häutung oder Begattung vonnöten sind.
Befruchtete Eier befestigt das Weibchen unter ihrem Hinterleib (Pleon), wo sie bis zu neun Monate verbleiben können. Während dieser Zeit begibt sich das Weibchen in größere Tiefen und frisst nicht mehr. Es gräbt sich eine Grube oder begibt sich unter Steine. Aus diesem Grund ist der Anteil an Eier tragenden Weibchen in Fallen äußerst gering. Bevor die Larven schlüpfen, begibt sich das Weibchen wieder in geringere Tiefen.
Die Larven schlüpfen als Zoea und leben zunächst im Pelagial. Nach etwa 2 Monaten sind sie 2,5 mm breit und gehen in eine benthische Lebensweise über. Bis zu einer Carapaxbreite von ca. 6 bis 7 Zentimeter, die mit etwa 3 Jahren erreicht wird, verbleiben junge Taschenkrebse in der intertidalen Zone der Küste. Zwischen dem 4. und 8. Lebensjahr nimmt die Carapaxbreite der Männchen jährlich um etwa 1 cm zu, bei Weibchen ist diese Breitenzunahme etwas geringer und liegt bei 0,5 cm pro Jahr. Mit zunehmendem Alter verlangsamt sich die Häutungsfrequenz und somit das Wachstum; bei Männchen stärker als bei Weibchen.

## Nutzung
Der Taschenkrebs ist die einzige Krabbe in der Nordsee, die im größeren Umfang gefischt wird. Die im Norden Deutschlands überall als Nordseekrabbe oder kurz Krabbe bezeichnete Nordseegarnele gehört eigentlich nicht zu den Krabben (Kurzschwanzkrebse), sondern zu den Garnelen, die früher wegen ihrer Gestalt zu den Langschwanzkrebsen gezählt wurden.
Der Taschenkrebs wird üblicherweise mit Fallen oder begrenzt auch mit Trawlern gefischt. Im Jahr 2008 wurden fast 60.000 Tonnen angelandet, im Jahr 2009 sank die Menge auf ca. 40.000 Tonnen.
Auf der Nordseeinsel Helgoland werden die Taschenkrebse selbst, im Speziellen aber die Scheren als „Knieper“ vermarktet. Ihr Fleisch wird zum Beispiel als Kniepersalat gegessen.

## Taxonomie
Die Erstbeschreibung des Taschenkrebses als Cancer pagurus erfolgte durch Carl von Linné in der 10. Auflage der Systema Naturae. Der Taschenkrebs ist die Typusart der Gattung Cancer. Synonyme sind Cancer fimbriatus Olivi, 1792 und Cancer luederwaldti Rathbun, 1930.